# 片岡啓治
片岡 啓治（かたおか けいじ、1928年3月1日 - 2004年12月）は、日本のドイツ文学者、文化・思想評論家、翻訳家。獨協大学名誉教授。

## 経歴
1928年、東京府で生まれた。東京大学で学び卒業。獨協大学外国語学部助教授に就き、1983年に教授昇格。1998年に獨協大学を定年退職し、名誉教授となった。

## 受賞・栄典
- 1982年：エルンスト・ブロッホ『希望の原理』の共訳で日本翻訳文化賞を受賞[1]。

## 研究内容・業績
専門はドイツ文学。戦後ドイツ社会、哲学、マルクス主義に関連する著作や、ヴィルヘルム・ライヒなどを翻訳した。また、映画や日本現代文学、幕末史についても著作を残している。寺子屋を運営。

## 著作

### 著書
- 『幻想における生 評論集』イザラ書房 1970
- 『逆表現の思想 評論集』三一書房 1971
- 『大江健三郎論 精神の地獄をゆく者』立風書房 1973
- 『性とは何か エロスの社会学』ダイヤモンド社 1974
- 『逆光の西欧 シュティルナーからエンツェンスベルガーまで』白馬書房 1974
- 『攘夷論』イザラ書房 1974
- 『日本人の心の謎 和合の文化論』ダイヤモンド社 1976
- 『維新幻想』田畑書店 1976
- 『幕末の精神 日本近代史の逆説』日本評論社 1979
- 『天下をとる技術  新ヒトラー物語』てらこや出版 1983

### 翻訳
- 『夜の人』ベルンハルト・ボルゲ著、早川書房(世界ミステリシリーズ) 1960
- 『病める芸術か、健康な芸術か』ジェルジ・ルカーチ著、現代思潮社） 1960
- 『ビスケーン湾の殺人』ブレット・ハリディ著、早川書房 1961
- 『ヘルマンとドロテア』ゲーテ著、学習研究社(世界青春文学名作選） 1962
- 『アルト・ハイデルベルク / 三色すみれ』マイアー・フェルスター（英語版）, シュトルム著、学習研究社(学研新書,世界青春文学名作選） 1962
- 「世界青春文学名作選」学習研究社(学研新書) 1962、1964-1965

1. 第1『若きウェルテルの悩み / みずうみ / トーニオ・クレーゲル』（ゲーテ / シュトルム / トーマス・マン）
2. 第3『人形つかい』（シュトルム）
3. 第11『水晶』（シュティフター）
4. 第12『美しき誘い』（シュトルム）
5. 第16『春の調べ - よき友ハインの物語』（シュトラウス）
6. 第18『美しき惑いの年』（カロッサ）
7. 第20『村のロメオとユリア』（ケラー）
8. 第22『美しき魂の告白』（ゲーテ）
9. 第27『片意地娘』（ハイゼ）

- 『第三帝国への抵抗』ハンス・ロートフェルス（英語版）著、平井友義共訳、弘文堂 1963
- 『サダコは生きる ある原爆少女の物語』カール・ブルックナー著、学習研究社 1963
- 『喪われた栄光 プロシアの悲劇』M・デーンホフ著、学習研究社 1963
- 『トーマス・マン論』G・ルカーチ著、現代思潮社 1963
- 『死の記録 アウシヴィッツ収容所長の手記』ルドルフ・ヘス著、弘文堂 1964
  - 改題『アウシュヴィッツ収容所』講談社学術文庫
- 『空気の話 生命を培う大気の生態』テオ・レープザック（ドイツ語版）著、弘文堂 1964
- 『いのちの炎は燃えて 抵抗者たちの最後の手紙』P・マルヴェッツィ（イタリア語版）、G・ピレリ（イタリア語版）編、弘文堂 1965
  - 改題『抵抗者さいごの手紙』弘文堂新社　1968
  - 改題『血で書かれた言葉 最後の手紙が語るナチス残虐史』サイマル出版会 1974
- 『ドイツの将来 その文化と政治経済』マリオン・G・デーンホフ, ルドルフ・ワルター・レオンハルト,テオ・ゾンマー著、弘文堂 1965
- 『工業社会とマルクス主義 ソヴエト・マルクス主義批判』マルクーゼ著、林書店 1967
- 『唯一者とその所有』マックス・シュティルナー著、現代思潮社(古典文庫) 1967-1968
- 『夢なきドイツ：繁栄の中の苦悩』E・ウイセリンク（ドイツ語版）著、弘文堂新社 1967
  - 再版 現代思潮新社(古典文庫) 2013
- 『ポツダムからモスクワまで』(現代世界ノンフィクション全集 8) マルグレーテ・ブーバー＝ノイマン（英語版）著、筑摩書房 1968
- 『ゲシュタポ・狂気の歴史 ナチスにおける人間の研究』ジャック・ドラリュ（フランス語版）著、サイマル出版会 1968
  - 文庫化 講談社学術文庫
- 『生と死の衝動』ヘルベルト・マルクーゼ著、清水多吉共訳、合同出版 1969
- 『精算』(現代東欧文学全集 4) ティボー・デーリ（英語版）著、恒文社 1969
- 『革命的ヒューマニズムの展望』レオ・コフラー著、河出書房新社 1971
- 『異化』エルンスト・ブロッホ著、種村季弘・船戸満之共訳、現代思潮社 1971
- 『ロマンの魔術師 トーマス・マン論』ジェルジ・ルカーチ著、立風書房 1971
- 『弁証法的唯物論と精神分析』(ライヒ著作集 8) ヴィルヘルム・ライヒ著、太平出版社 1972
- 『性道徳の出現』ウィルヘルム・ライヒ、情況出版 1972
- 『ニヒリズム革命』ヘルマン・ラウシュニング、学芸書林 1972
- 『息吹き』ハインリヒ・マン、恒文社(東欧の文学) 1972
- 『表現主義』J・ウィレット（英語版）著、平凡社 1972
- 『衝動的性格』ヴィルヘルム・ライヒ著、イザラ書房 1973
- 『ゲシュタポへの挑戦 ヒトラー暗殺計画』ロジャー・マンヴェル,ハインリヒ・フレンケル著、新人物往来社 1973
- 『車輪の下』ヘッセ著、春陽堂書店(春陽堂少年少女文庫） 1978
- 『マルクス・エンゲルスの革命論』(マルクス主義革命論史 1) 広松渉共編、紀伊国屋書店 1982
- 『希望の原理』ブロッホ著、山下肇ら共訳、白水社 1982
- 『操られる情報 ソ連・東欧のマス・メディア』パウル・レンドヴァイ（英語版）著、朝日新聞社 1984
- 『道化 つまずきの現象学』コンスタンティン・フォン・バルレーヴェン（英語版）著、法政大学出版局(叢書・ウニベルシタス) 1986